# Nicolás Jarry
Nicolás Jarry Fillol (Santiago, 11 de outubro de 1995) é um tenista profissional chileno. Conquistou 3 títulos de simples, seu melhor ranking é o de número 16 e em duplas, número 40.

## Suspensão por doping
Durante a Copa Davis, no final de 2019, Jarry testou positivo para Ligandrol e o esteróide Estanozolol. Foi suspenso provisoriamente em 14 de janeiro de 2020. Ele nega de ter usado tais substâncias e supõe que possa ter sido vítima de contaminação cruzada em multivitamínicos fabricados no Brasil.
Em abril de 2020, foi definida a pena de 11 meses fora das quadras para o chileno. A ITF considerou que houve irresponsabilidade e negligência por parte dele.

## Títulos no circuito ATP

### Simples
- ATP de Båstad de 2019: derrotou  Juan Ignacio Londero.

### Duplas
- ATP do Rio de Janeiro de 2019: com  Máximo González, derrotou  Thomaz Bellucci/ Rogério Dutra Silva;
- ATP de Quito de 2018: com  Hans Podlipnik, derrotou  Austin Krajicek/ Jackson Withrow.

## ITF Títulos

### Simples
| Legenda                |
| ---------------------- |
| Grand Slam (0)         |
| ATP Masters Series (0) |
| ATP Tour (0)           |
| Challengers (0–1)      |
| ITF Futures (2–4)      |

| Resultado | N. | Data                         | Torneio               | Piso   | Oponente         | Placar           |
| --------- | -- | ---------------------------- | --------------------- | ------ | ---------------- | ---------------- |
| Vice      | 1. | 27 de janeiro de 2014        | Carlos Paz, Argentina | Saibro | Andrea Collarini | 6–3, 0–6, 2–6    |
| Vice      | 2. | 17 de março de 2014          | Santiago, Chile       | Saibro | Gonzalo Lama     | 1–6, 2–6         |
| Campeão   | 3. | 5 de maio de 2014            | Orange Park, EUA      | Saibro | Mitchell Krueger | 6–1, 7–6(6)      |
| Vice      | 4. | 2 de junho de 2014           | Madrid, Espanha       | Saibro | Christian Garin  | 6–3, 3–6, 1–6    |
| Vice      | 5. | 23 de junho de 2014          | Šabac, Servia         | Saibro | Peđa Krstin      | 7–5, 4–6, 6–7(5) |
| Campeão   | 6. | 30 de junho de 20144-06-30}} | Saarlouis, Alemanha   | Saibro | Mats Moraing     | 6–4, 4–6, 6–4    |
| Vice      | 7. | 21 de novembro de 2014       | Quito, Equador        | Saibro | Horacio Zeballos | 4–6, 6–7(8)      |